# Marantochloa monophylla
Marantochloa monophylla är en strimbladsväxtart som först beskrevs av Karl Moritz Schumann, och fick sitt nu gällande namn av D'orey. Marantochloa monophylla ingår i släktet Marantochloa och familjen strimbladsväxter. Inga underarter finns listade.